# Anthrax columbiensis
Anthrax columbiensis är en tvåvingeart som beskrevs av Marston 1963. Anthrax columbiensis ingår i släktet Anthrax och familjen svävflugor. Inga underarter finns listade i Catalogue of Life.